# دهانه والیان
دهانه والیان (به لاتین: Dahan-e Valian) یک منطقهٔ مسکونی در افغانستان است که در ولایت بغلان واقع شده‌است.